# Джек и бобовый стебель (фильм, 1902)
«Джек и бобовый стебель» (англ. Jack and the Beanstalk) — немой короткометражный фильм Джорджа Флеминга совместно с Эдвином Стэнтоном Портером по мотивам одноимённой английской сказки. Премьера состоялась 15 июля 1902 года в США.

## Сюжет
В этой самой ранней известной киноадаптации классической сказки Джек сначала меняет свою корову на бобы. Затем его мать заставляет выбросить их во дворе и идти в свою комнату. Пока Джек спит, его посещает фея, которая показывает образы того, что его ждет, когда он поднимется по стеблю фасоли. В этой версии Джек - сын свергнутого короля.
Когда Джек просыпается, он обнаруживает, что бобовый стебель вырос, и поднимается на вершину стебля, где входит в дом гиганта. Гигант находит Джека, которому чудом удалось сбежать. Гигант преследует Джека по стеблю, но Джек успевает срезать его, прежде чем гигант сможет добраться до безопасного места. Он падает и погибает. Джек празднует. Затем фея сообщает, что Джек может вернуться домой принцем.

## Производство
Фильм снимался в студии Эдисона с мая по июнь 1902 года.

## В ролях
- Джеймс Г. Уайт — Джек
- Томас Уайт — Фермер